# Biurrun-Olcoz
Biurrun-Olcoz är en kommun i Spanien.   Den ligger i provinsen Provincia de Navarra och regionen Navarra, i den nordöstra delen av landet, 300 km nordost om huvudstaden Madrid. Antalet invånare är 235. Arean är 15,7 kvadratkilometer.
Terrängen i Biurrun-Olcoz är platt norrut, men söderut är den kuperad.